# Frontière entre les Îles Salomon et le Vanuatu
La frontière entre les Îles Salomon et le Vanuatu est intégralement maritime. Elle sépare les zones économiques exclusives des deux archipels dans l'océan Pacifique. 
L'accord n'a été signé qu'en 2016 mettant fin à trente-trois années de négociations entamées en 1983.

## Délimitation
La frontière a été délimitée par une convention entre les gouvernements des deux pays, signée le 7 octobre 2016 à Mota Lava entre le premier ministre salomonais Manasseh Sogavare et le premier ministre vanuatais Charlot Salwai.
La ligne de base des Salomon comprend Rennell-Bellona-Récifs indispensables, le groupe central, les îles Santa Cruz et les îles éloignées de Tikopia et de Fatutaka.
Le traité définit alors sept points de référence
- SI_VANU_MBO1 : 14° 50′ 03″ S, 163° 10′ 00″ E
- SI_VANU_MBO2 : 13° 37′ 41″ S, 163° 34′ 27″ E
- SI_VANU_MBO3 : 12° 37′ 25″ S, 164° 08′ 46″ E
- SI_VANU_MBO4 : 12° 09′ 46″ S, 165° 32′ 16″ E
- SI_VANU_MBO5 : 12° 30′ 28″ S, 167° 16′ 32″ E
- SI_VANU_MBO6 : 12° 46′ 49″ S, 168° 13′ 47″ E
- SI_VANU_MBO7 : 14° 57′ 59″ S, 171° 35′ 40″ E